# Kontrolní součet

Použitím podprogramu pro kontrolní součet lze poměrně snadno ověřit totožnost daného vstupu (v tomto příkladu byl k tomuto účelu použit unixovský cksum)

Kontrolní součet je doplňková informace, která se předává spolu s vlastní informací a slouží k ověření, zda je vlastní informace úplná a zda při jejím přenosu nedošlo k chybě. Kontrolní součet je výsledkem nějaké předem určené operace, provedené s vlastní informací. Příjemce informace má možnost sám kdykoliv spočítat svůj vlastní kontrolní součet. Jakmile vypočtený kontrolní součet nesouhlasí s předaným kontrolním součtem, znamená to, že během přenosu došlo k poškození zprávy nebo k poškození kontrolního součtu.

## Běžné metody
Pro výpočet kontrolního součtu se používají různé metody. Principiálně nejjednodušší metodou je zaslání úplné kopie celé informace; pokud při přenosu informace došlo k jejímu poškození, příjemce pozná, že se obě kopie navzájem liší. Nevýhodou této metody je však velká redundance – je třeba přenášet dvojnásobný objem dat. Prakticky používané metody tedy jako kontrolní součet používají jen menší dodatkovou informaci; jednoduchým příkladem použitelným při předávání řady čísel je součet všech čísel. Tento způsob se používá např. v daňovém přiznání a různých statistických výkazech.
Mezi další prakticky používané metody patří například:
- Parita
- Modulo
- Hammingův kód
- Cyklický redundantní součet (CRC)
- Error Checking and Correcting (ECC)
- Message-Digest algorithm (MD5)
- Secure Hash Algorithm (SHA)

Metody se podstatně liší podle toho, zda jsou určeny pro kontrolu člověkem (rodná čísla, ISBN) nebo počítačem.